# Ancienne voie ferrée du port d'Helsinki
La voie ferrée du port d'Helsinki (finnois : Helsingin satamarata) est une voie ferrée longue de 6,34 km construite dans les années 1890 a Helsinki en Finlande.

## Histoire

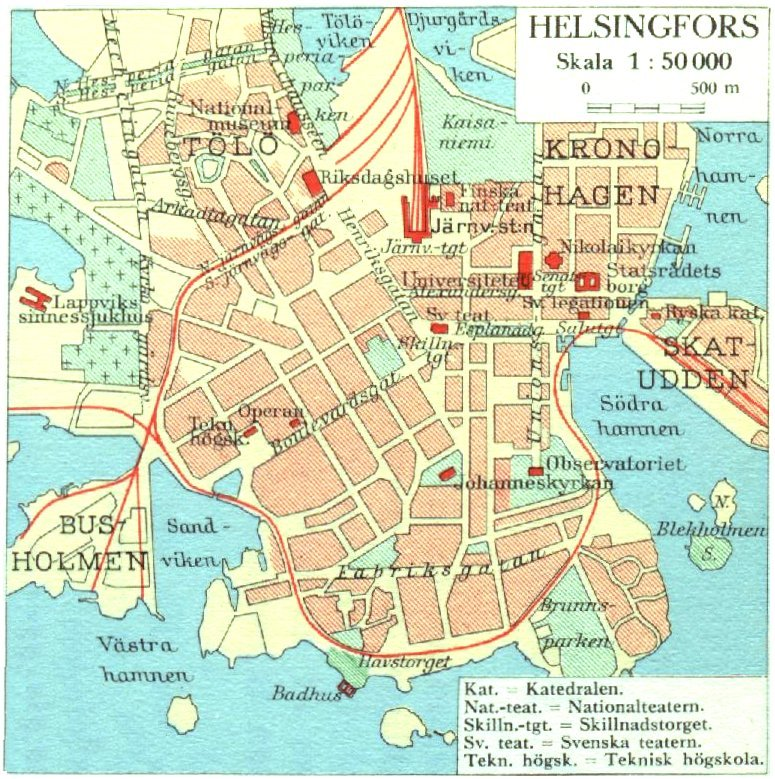
Le tracé est marqué en rouge sur la carte d'Helsinki de 1930.

Le premier train pour Eteläsatama roule en décembre 1893 et la ligne est inaugurée le 8 avril 1894.
Le prolongement de la voie jusqu'à Katajanokka est terminé en septembre 1895.
À son maximum, elle est longue de 7 km.
Avant la démolition de 2009, il ne restait que le tronçon de 1,3 km reliant la gare centrale d'Helsinki au Länsisatama. 
Ce dernier tronçon a fait place à la voie de circulation douce nommée Baana.